# Kościół Wszystkich Świętych w Szerzynach
Kościół Wszystkich Świętych – drewniany kościół, który znajdował się w Szerzynach, zniszczony podczas pożaru w 1933 roku.

## Historia
Kościół został wybudowany w 1565 roku; parafia byłą wzmiankowana po raz pierwszy w 1513 roku. Na jego miejscu, zwanym Kościeliskiem, znajdują się obecnie pomniki; po starym kościele pozostały resztki starodrzewu. 

## Galeria

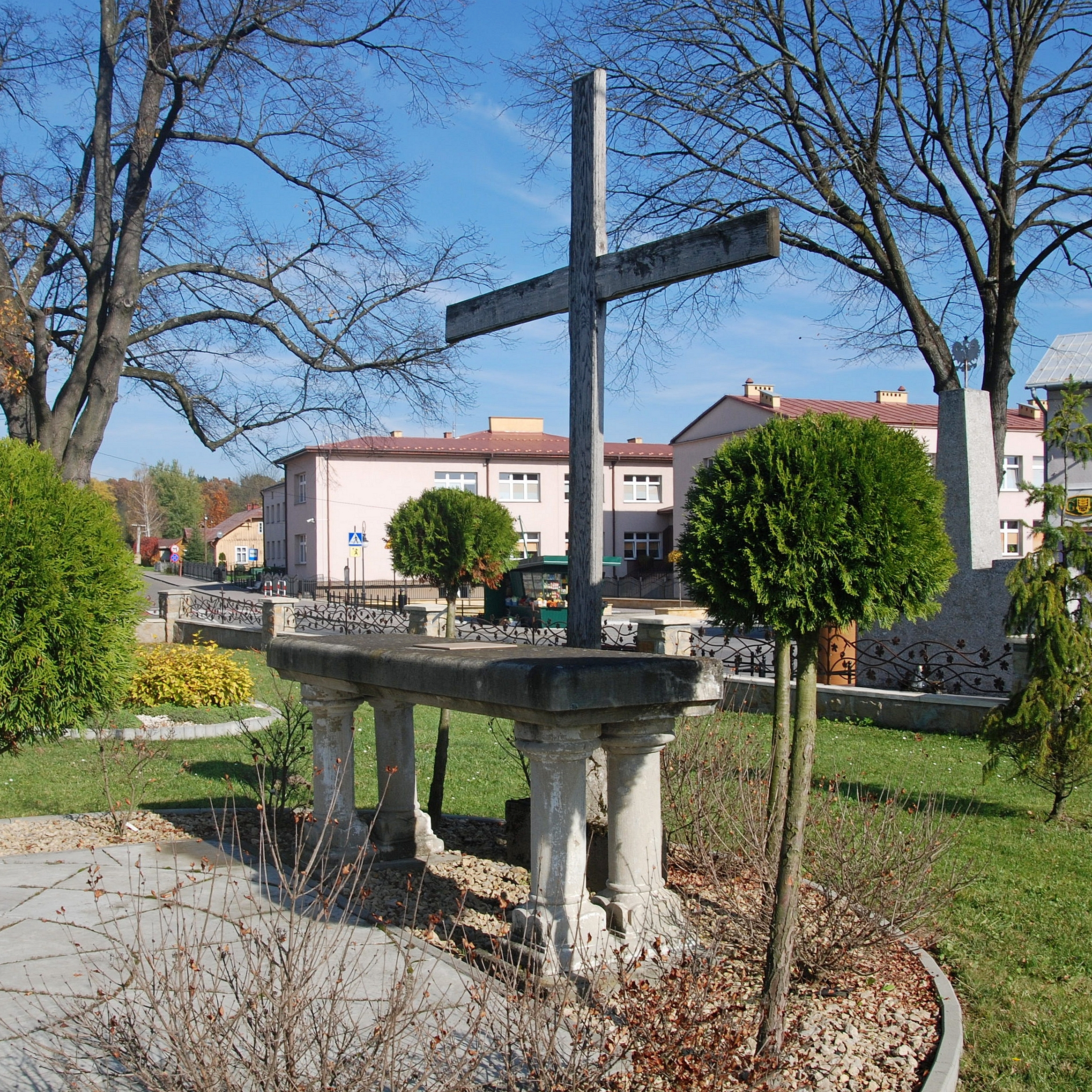
Krzyż w centrum Kościeliska
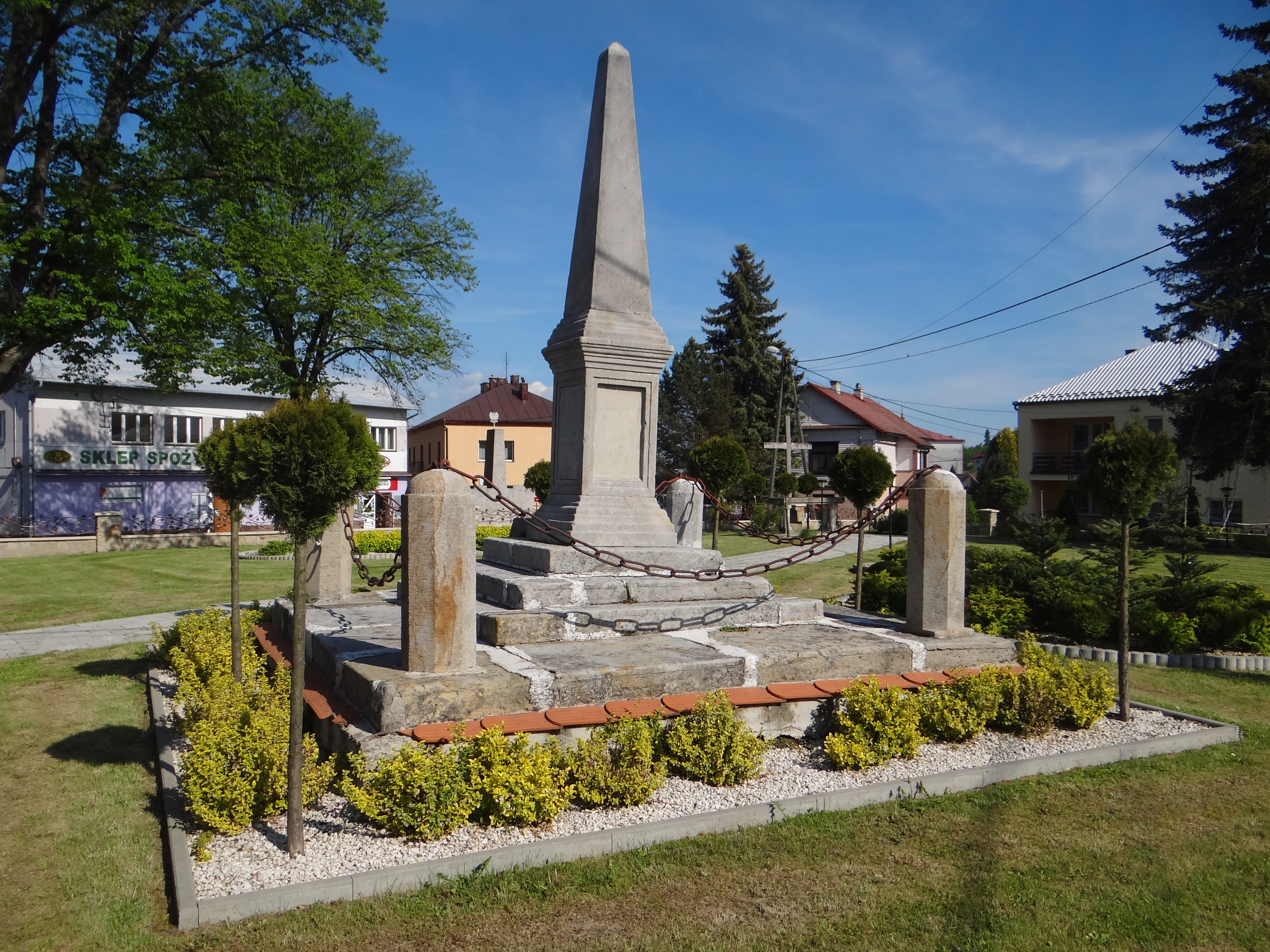
Pomnik nagrobny
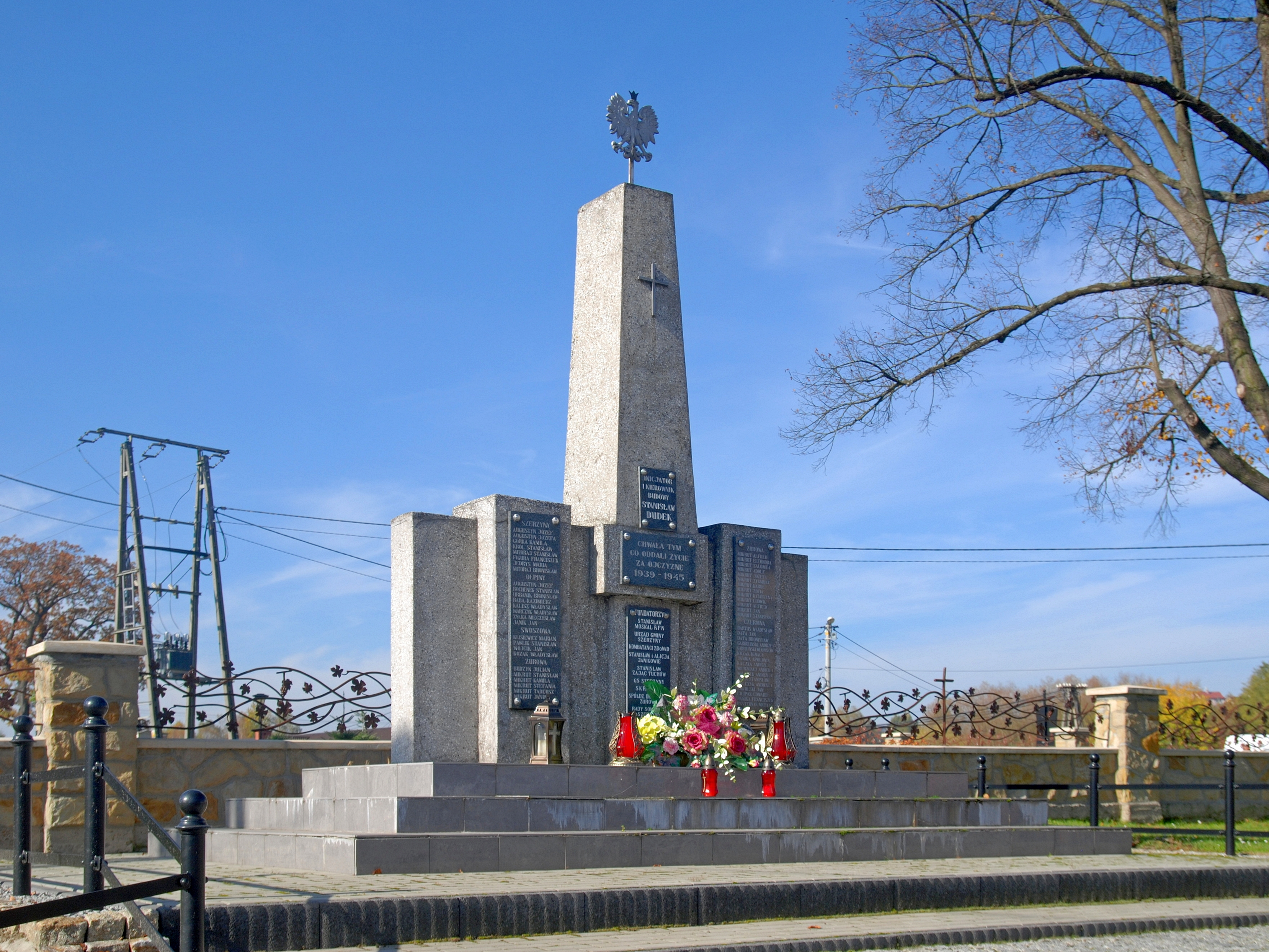
Pomnik
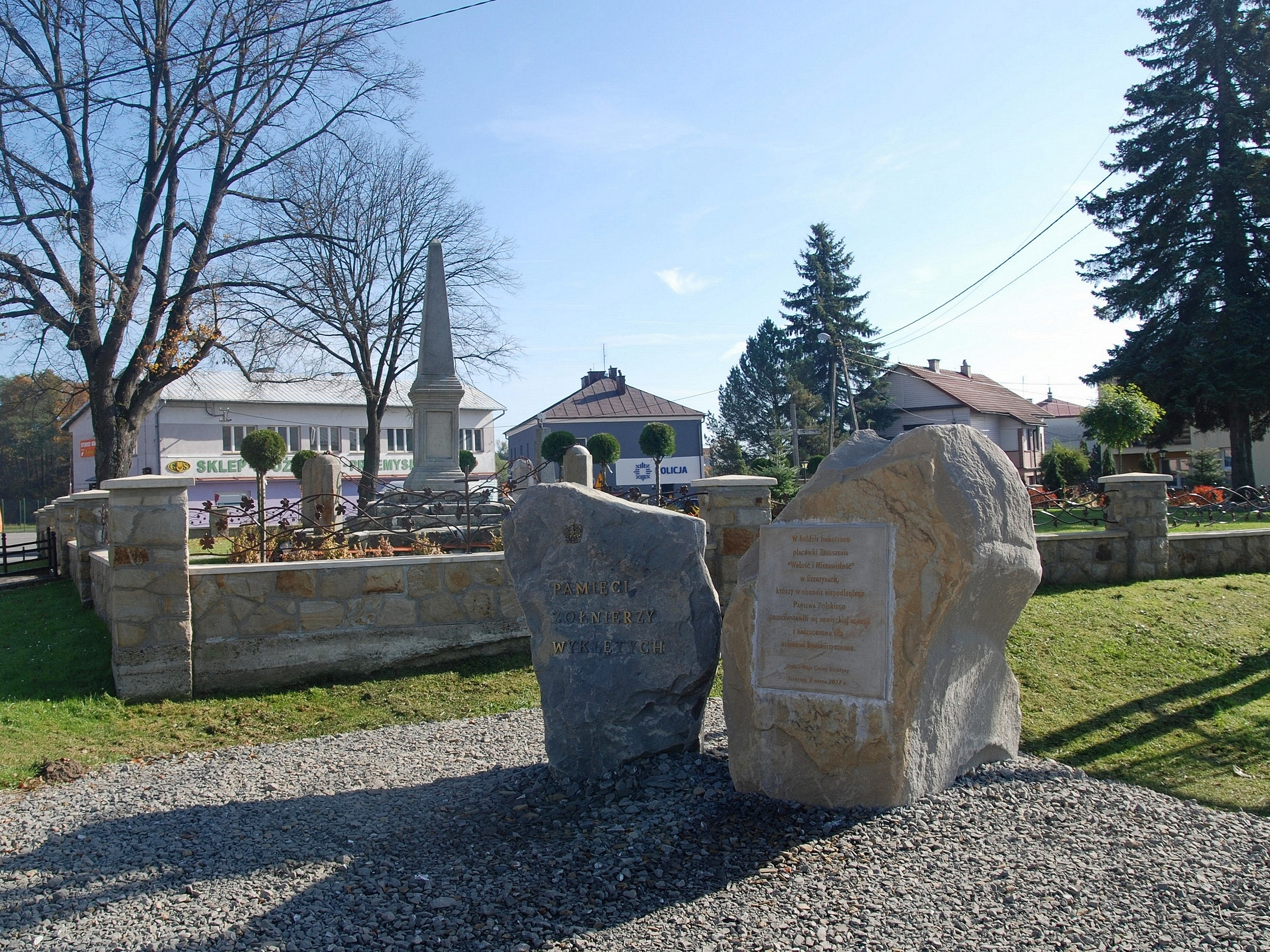
Kamienie pamiątkowe